# Liao Hui
Liao Hui (chiń. upr. 廖辉; chiń. trad. 廖輝; pinyin Liào Huī; ur. 5 października 1987 w Xiantao) – chiński sztangista, mistrz olimpijski i trzykrotny mistrz świata.

## Kariera
Pierwszy sukces na arenie międzynarodowej osiągnął w 2008 roku, kiedy zdobył złoty medal w wadze lekkiej podczas igrzysk olimpijskich w Pekinie. Z wynikiem 348 kg w dwuboju wyprzedził tam reprezentującego Francję Vencelasa Dabayę i Tigrana Martirosjana z Armenii. Na rozgrywanych rok później mistrzostwach świata w Goyang ponownie był najlepszy, tym razem pokonując Ormianina Arakela Mirzojana i Triyatno z Indonezji.
Po zwycięstwie podczas mistrzostw świata w Antalyi w 2010 roku został przyłapany na stosowaniu dopingu. We wrześniu 2011 roku Międzynarodowa Federacja Podnoszenia Ciężarów (IWF) zdyskwalifikowała go na 3 lata i odebrała złoty medal wywalczony na tej imprezie.
Do rywalizacji wrócił w 2013 roku, zwyciężając na mistrzostwach świata we Wrocławiu, gdzie ustanowił nowy rekord świata z wynikiem 358 kg. Pozostałe miejsca na podium zajęli Rosjanin Oleg Czen i Kim Myong-hyok z Korei Północnej. Zwyciężył także na rozgrywanych rok później mistrzostwach świata w Ałmaty, bijąc swój własny rekord świata z wynikiem 359 kg w dwuboju i ustanawiając nowy rekord świata w rwaniu z wynikiem 166 kg. Tym razem na podium stanęli Egipcjanin Mohamed Ihab i Kim Myong-hyok (obaj z wynikiem 334 kg).

## Osiągnięcia
| Rok  | Zawody               | Miasto  | Miejsce | Kategoria | Wynik  |
| ---- | -------------------- | ------- | ------- | --------- | ------ |
| 2008 | Igrzyska olimpijskie | Pekin   | 1       | do 69 kg  | 348 kg |
| 2009 | Mistrzostwa świata   | Goyang  | 1       | do 69 kg  | 346 kg |
| 2010 | Mistrzostwa świata   | Antalya | DSQ     | do 69 kg  | 358 kg |
| 2013 | Mistrzostwa świata   | Wrocław | 1       | do 69 kg  | 358 kg |
| 2014 | Mistrzostwa świata   | Ałmaty  | 1       | do 69 kg  | 359 kg |